# Гресько Мирослава Михайлівна
Мирослава-Уляна Михайлівна Гресько (Псевдо: «Зеня», «Марушка», «Уляна»; 26 вересня 1922, м. Трускавець, Львівська область — 6 травня 2003, там же) — референтка УЧХ Комарнівського районного проводу ОУН, лицарка Срібного хреста бойової заслуги УПА 1 класу, учасниця Другої світової війни.

## Життєпис
Народилася у сім'ї селян Михайла та Марії Гресько. Освіта — 7 класів середньої школи.
Працювала на пошті у смт Меденичі Дрогобицького р-ну.
Член ОУН із грудня 1943 р. На нелегальному становищі з травня 1944 р. Санітарка референтури УЧХ повітового проводу ОУН (05.-07.1944), референтка УЧХ Комарнівського районного проводу ОУН (08.1944-1947), друкарка Комарнівського надрайонного проводу ОУН (1947—1949), друкарка референтури пропаганди Яворівського надрайонного проводу ОУН (06.1949-04.1951).
28 червня 1945 в околицях села Тершакова над Дністром потрапила разом із сотнею УПА у вороже оточення, з якого треба було швидко прориватися. Під час бою проявила героїзм, про що свідчить звіт сотні: 
| В бою вона бере від вбитого стрільця кріс, відтак, коли кущевики тратять голову і бояться вказувати дорогу підвідділові УПА, який прорвався із окруження, вона сама повстанців випроваджує, допомагаючи винести кулемета, що його перевтомлений кулеметчик не міг вже нести. Вона опікується в дорозі з надзвичайною посвятою раненими. Завдяки їй підвідділ УПА виходить щасливо з підібраними раненими мимо дуже сильного ворожого переслідування.[1] |
У грудні 1946 року у підпіллі одружилася з референтом пропаганди Комарнівського надрайонного проводу ОУН Володимиром Коровцем — «Ольжичем». 
19 квітня 1951 року внаслідок зради колишнього повстанця «Шрама» захоплена у с. Циків Нижанковицького району Дрогобицької області (тепер — Мостиського р-ну Львівської обл.) у криївці на господарстві Петра Коцика. 21 квітня 1951 заарештована Управлінням МДБ Львівської області. 1 серпня 1951 року ВТ військ МДБ Львівської обл. засуджена за статтею 54-1а, 54-11 КК УРСР на 25 років ВТТ з обмеженням у правах на 5 років та конфіскацією майна.
Звільнена 19 червня 1960 року. Мешкала у Трускавці.

## Нагороди
За геройську поведінку 28.06.1945 р. у бою з військами НКВС біля с. Тершаків Городоцького р-ну на Львівщині:
- Згідно з Наказом Головного військового штабу УПА 1/47 від 5.06.1947 р. референтка УЧХ Комарнівського районного проводу ОУН Мирослава Гресько — «Уляна» нагороджена Срібним хрестом бойової заслуги УПА 1 класу.
- Відзначена Признанням у Наказі КВШ УПА-Захід ч. 17 (1 січня 1946).